# Eria brownei
Eria brownei là một loài thực vật có hoa trong họ Lan. Loài này được Braid mô tả khoa học đầu tiên năm 1924.